# シトロエン・C3

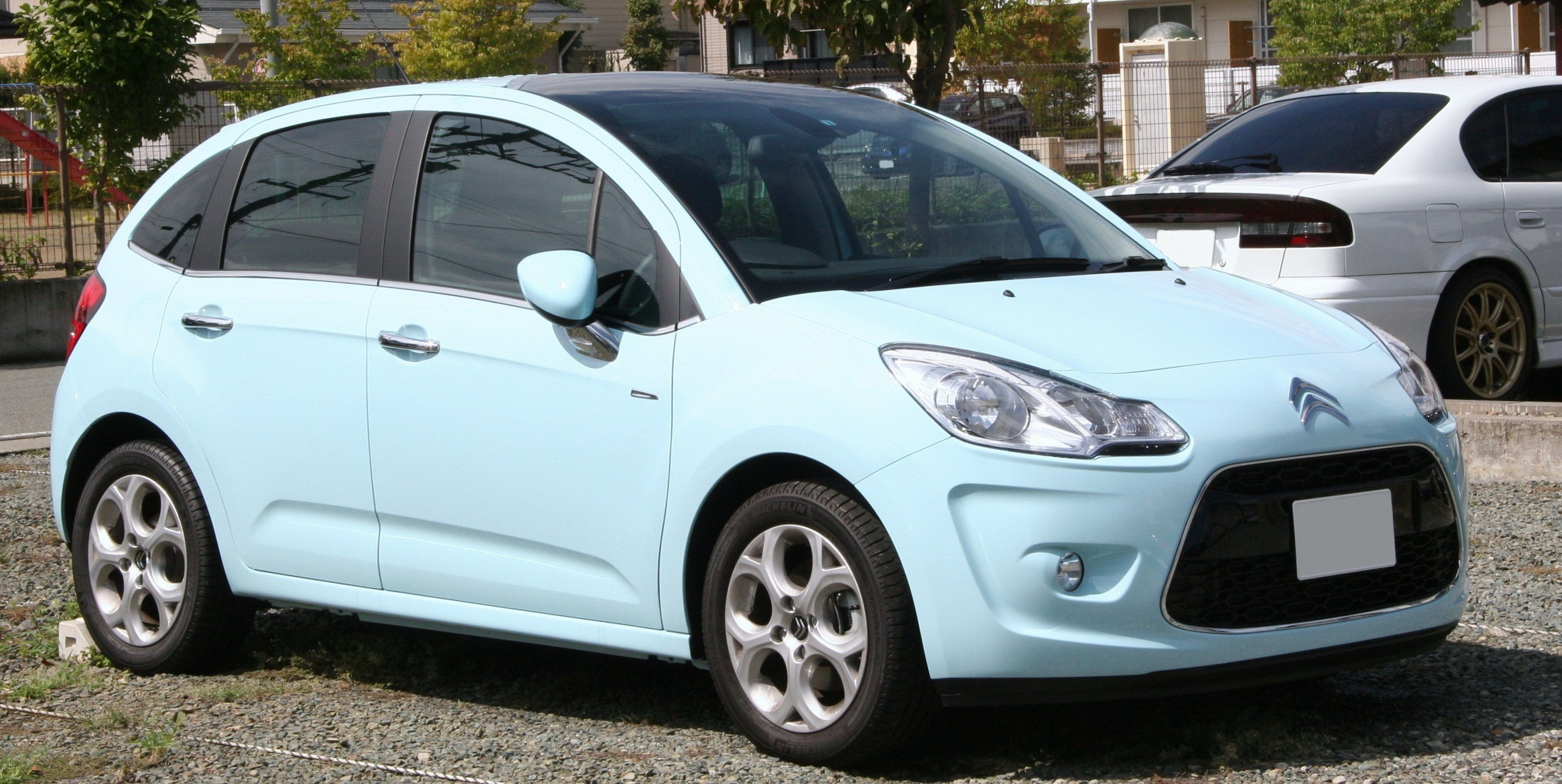
Citroën C3 II.

C3はシトロエンが生産・販売する自動車である。

## 概要
欧州では激戦区となるBセグメントの正統派コンパクトカーとして開発され、PSAの新開発プラットフォームを採用する。C2とプラットフォームは同一であり、同グループのプジョー・207ともシャシや多くの構成部品を共有している。

## コンセプトカー：シトロエン・C3 ルミエール (1998年)
初代の前身となるコンセプトカーが、1998年にパリ・モーターショーにて発表されたシトロエン・C3 ルミエールになる。1998年に初公開され、5ドアハッチバック、4人乗り、リヤシートへのアクセスを容易にするためにリヤにスーサイドドアを装備。
駆動系は、フロントに搭載された1.1 L直列4気筒TU1 ガソリンエンジンに5速マニュアルトランスミッションが組み合わされる。

## 初代 (2002-2009年)
2001年のフランクフルトモーターショーで発表、2002年4月にフランス本国で発売。日本国内では同年10月に販売が開始された。
かつてルノー・トゥインゴを手掛けたドナート・ココとジャン・ピエール・プルエがデザインしたエクステリアは、所々にかつての2CVの面影が見られ、インテリアも扇型のインパネはスピードメーターがデジタル、タコメーターはアナログを採用し、ステアリングはセンターのスポークを強調するなど往年のシトロエンを現代風にアレンジしている。

### メカニズム

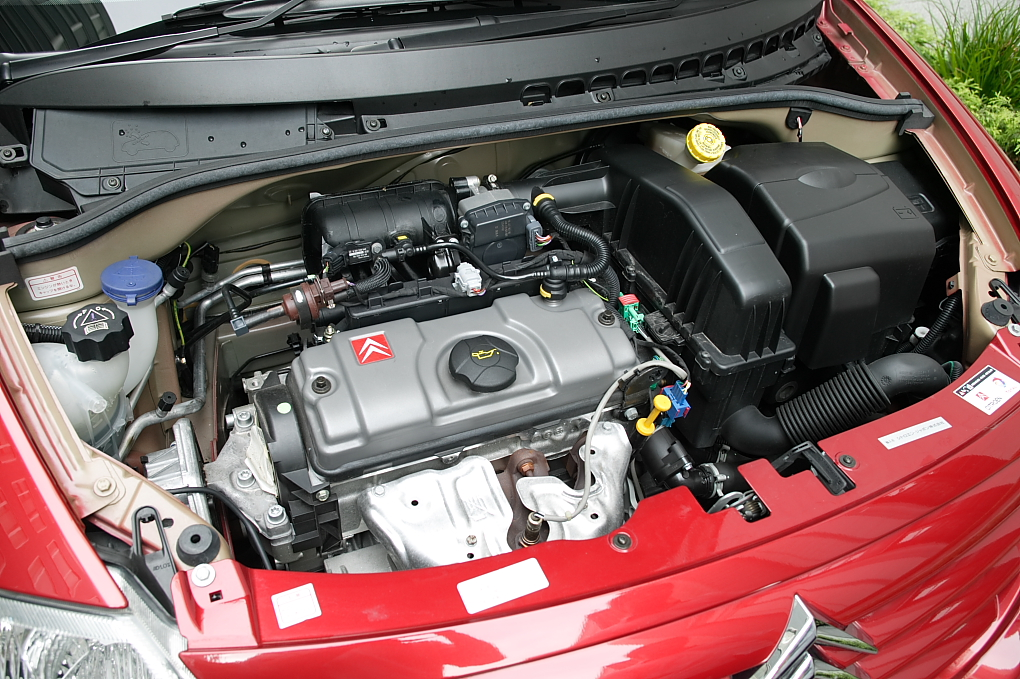
エンジンルーム

エンジンは1.1、1.4、1.6Lのガソリン、1.4LのHDi（高圧直噴ディーゼル）の4種類。日本市場には1.4L、1.6Lガソリンの2種類が導入された。トランスミッションは、5速MT、ルノーと共同開発した4速ATのAL4型、クラッチに加えてギヤ選択も自動化したオートモードを備えた2ペダルMTで1.6Lに搭載されるパドルシフトの5速センソドライブの3種類。
センソドライブは、エンジン始動直後はオートモードのニュートラルに設定され、シフトレバーを奥に倒すか右パドルを引くとローギヤに入る。半クラッチの時間を長めに取ってあるため発進はスムーズで、オートモードでは丁寧なアクセルワークを心掛ければシフトアップ時の減速ショックも少ない。マニュアルモードではシフトアップに合わせてアクセルを抜くようにすることで、よりスムーズなドライビングが可能となる。
サスペンションはフロントはストラットだが、リアはサクソやクサラなどが採用するトレーリングアームからトーションビームに変更された。下向きU字断面の鋼材をトレーリングアームにボルト止め、位置はアームの支点と作用点のほぼ中間にありビームを積極的に捩じらせて使うよう調整されている。
後輪のストロークは独立感が強く、路面からの入力が左右異なる速い動きには素早く追従し、左右の入力が同一か近い場合はゆったりとした動きに転じる。単純にスタビライザーを太くするのではなく、しなやかに動きながらロールを制御、フラット感を保ちつつゆったりした乗り味のセッティングでシトロエンらしさを継承している。
パワーステアリングは電動式を採用し、ギヤ比は17.8:1。パーキングスピードでは軽く、速度域が高まるとダイレクトなフィールとなる。電子制御によりアシスト量の強弱はなくスムーズに繋げてあり、操舵力の変化に対する違和感は全くない。装着タイヤによってラック・ストロークが異なり、切れ角が規制されてしまうことで、廉価版やディーゼルモデルなどの「165/70R14」装着車は回転半径5.1mだが「185/60R15」では5.6mとなる。

### 沿革
2003年6月、屋根着脱式のカブリオレ「プルリエル」を追加。トランク内にリアウィンドウとも格納できる電動折り畳み屋根（幕）を採用したほか、円弧型の屋根構造材自体を取り外してフルオープンにできる異色のカブリオレであった。屋根構造材を取り外した場合、屋根の円弧は車内に格納できず置き場所が必要となる。
| 後期型 フロント・リア |  | 後期型 フロント・リア |
| 後期型 フロント・リア |  |                       |

2006年にマイナーチェンジを受け、ハッチバックはフロントバンパー、フロントグリル、テールランプ、ダッシュボード等の意匠を変更。ダッシュボードの仕上げと共にメーター類も読み取りやすく改良された他、ドアの内張りを始め内装も変更が加えられた。プルリエルはダッシュボードなど内装の変更のみとなっている。

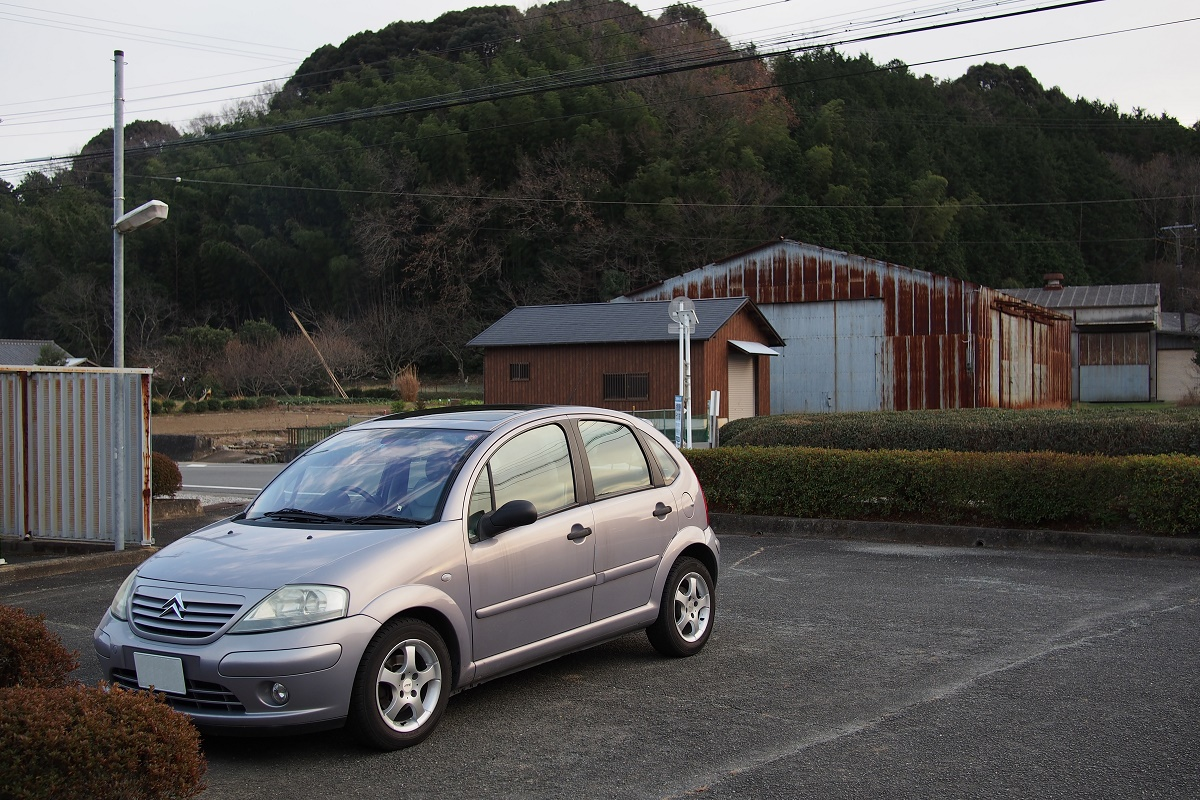
シトロエン C3 1.6 コンフォートパッケージ 2004年モデル
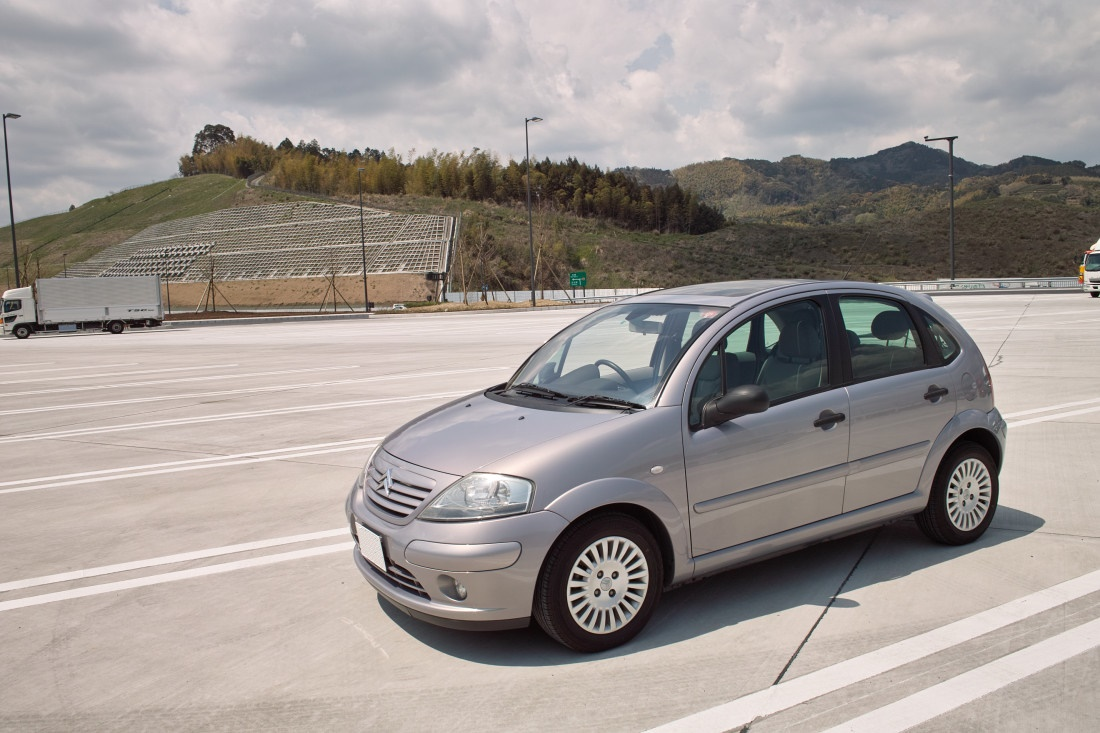
シトロエン C3 1.6 コンフォートパッケージ 2004年モデル
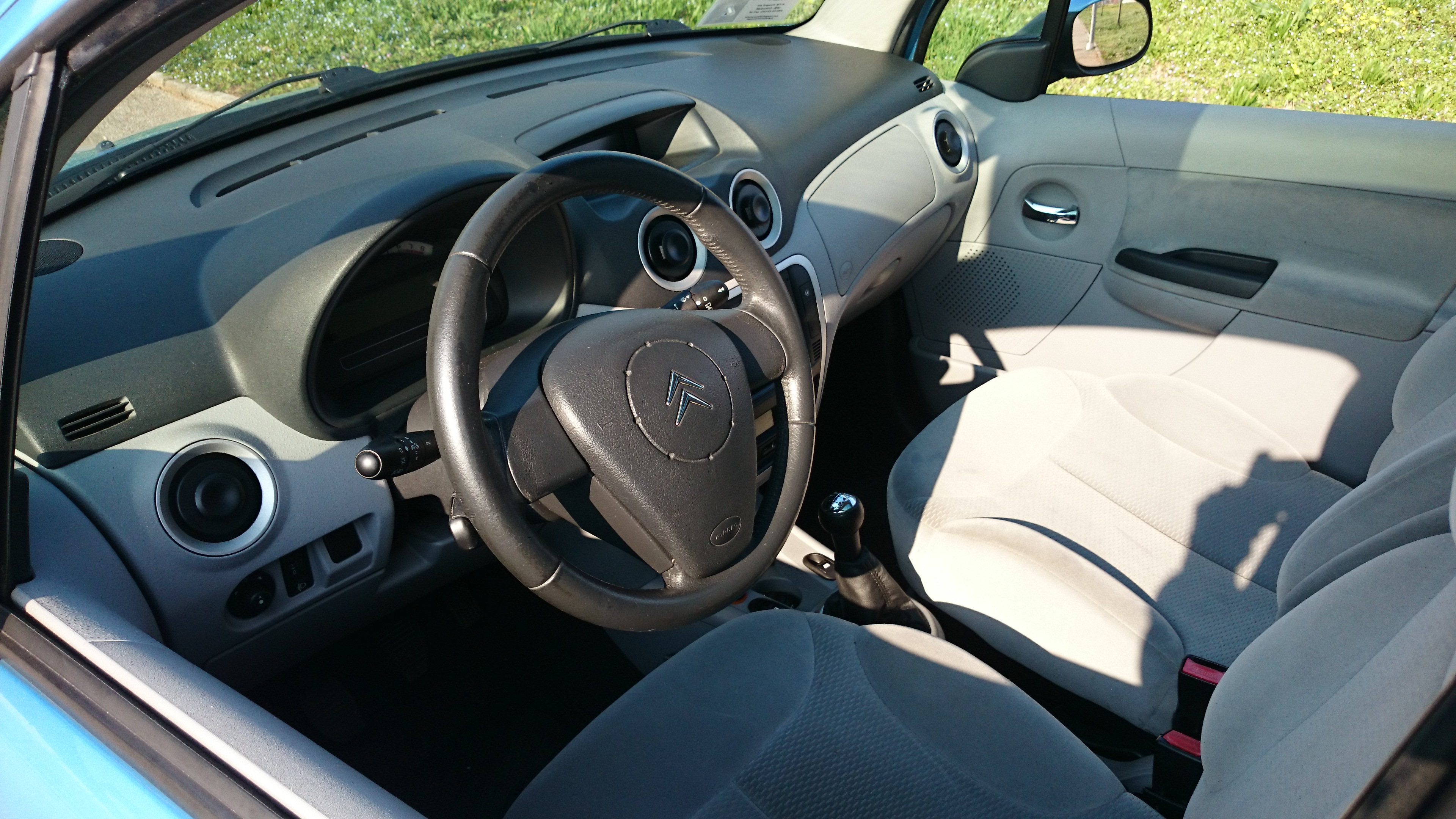
前期型 インテリア
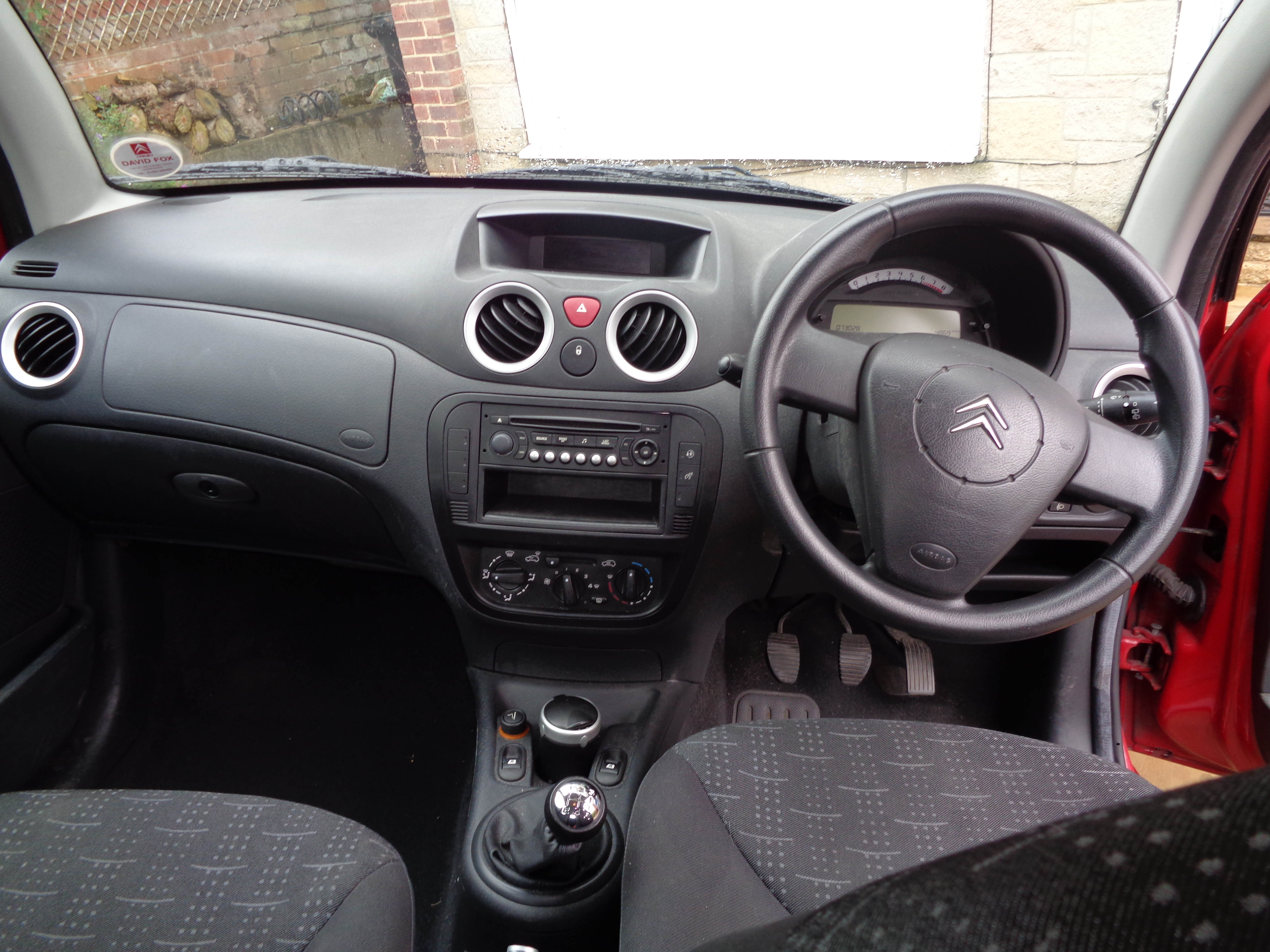
後期型 インテリア
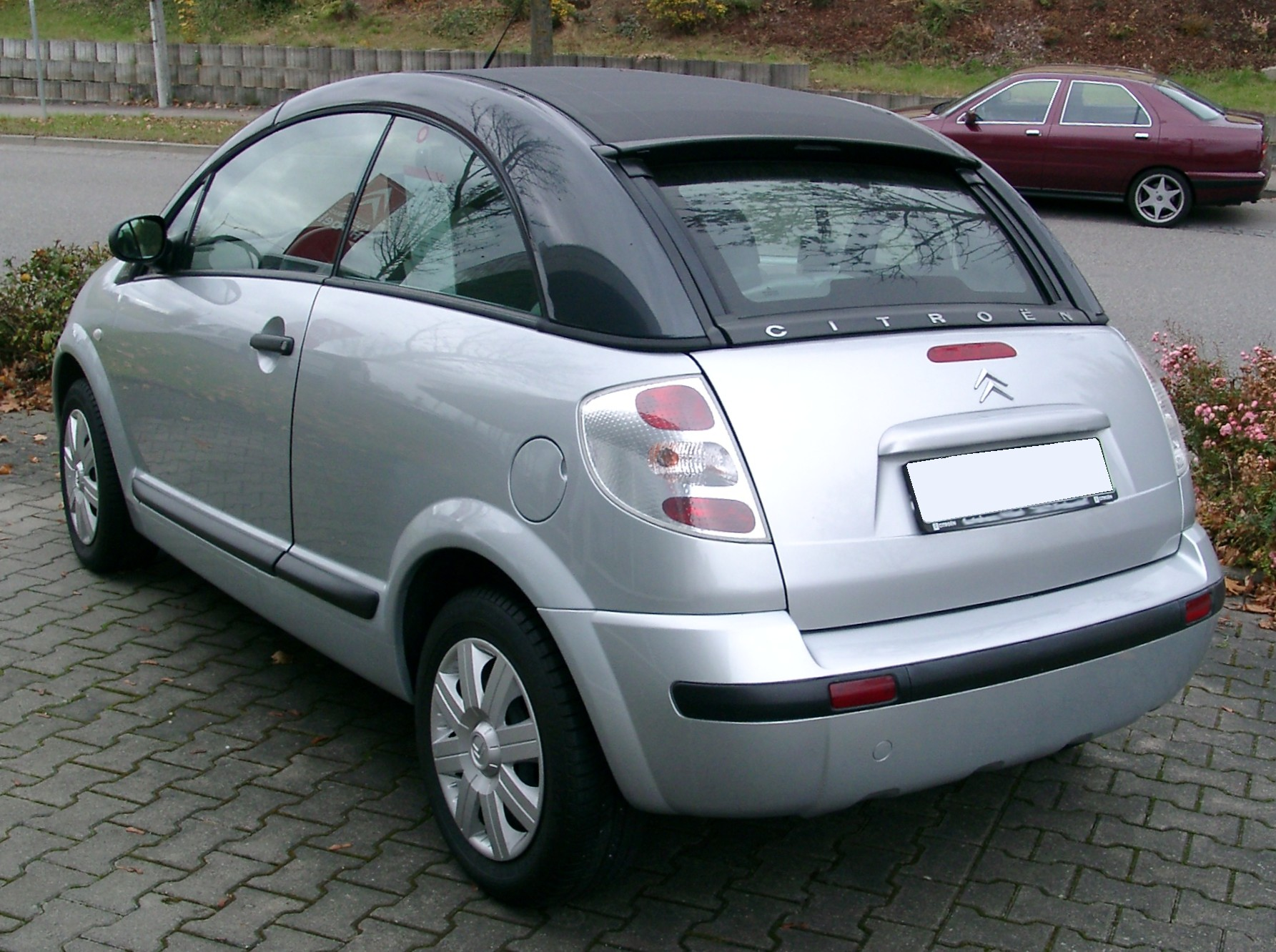
プルリエル リア
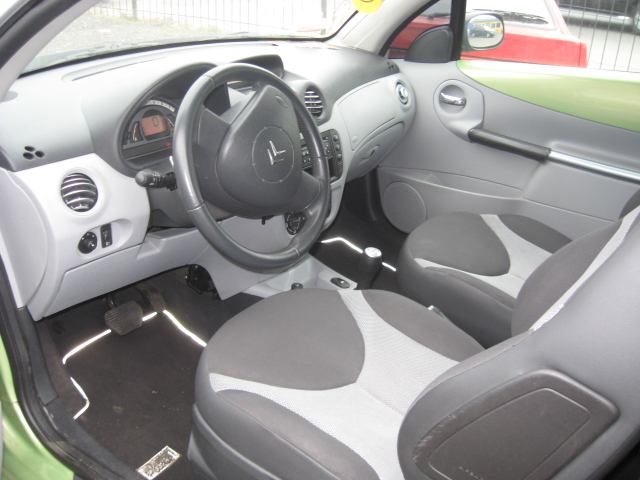
プルリエル インテリア

## 2代目 (2009-2016年)
2009年6月に一般公開。デビューは2009年9月のフランクフルトモーターショーで、フランス本国では同年に発売開始。並行して開発されていた派生車種のDS3も同時に登場、日本国内ではDS3とともに2010年5月6日に販売が開始された。
コンセプトは『VISIODRIVE（ビジオドライブ）』。これはVision（ビジョン）とDrive（ドライブ）を掛け合わせた造語で、今までに類を見ない広い視界と高度な快適性を融合させることで全く新しいドライビングプレジャーを提案している。
エクステリアは、「ゼニス（頂上）フロントウィンドウ」と呼ばれる、ルーフ部分にまで及ぶ広大なフロントウィンドウが特徴である。サンルーフと異なり、繋ぎ目のないガラスエリアが魅力となっている。直射日光を和らげるため、通常のガラスに比べて熱伝導率が5分の1以下、紫外線透過率が12分の1以下となる特殊加工が施されており、日焼けの心配がなく暑さも軽減した。直射日光を避けるために頭頂部はスーパーティンテッド（薄く色付けされた）加工に加え、任意の位置で固定可能なスライド式のサンバイザーが装備されている。シトロエンが1950年代に開発したヘリコプターがデザインチームに影響を与え、初代より開放的な環境を造り上げることに腐心し、技術的な問題をクリアしたため、2代目で実現した。広い視界は開放感だけでなく安全性にも寄与しており、一般的なフロントウィンドウでは交差点で車列の前列に停車した時に頭上の信号や標識が見難い時もあるが、このウィンドウでは全くそういうことはなくアクティブセーフティの設計となっている。なお、この特殊ガラスの製造は極めて高い技術が求められるリスクにより、サプライヤーは1社のみとなっている。
DS3との同時開発が両車のデザインに相乗効果をもたらし、初代のアイコンを踏襲しつつボディが拡幅された（全幅が1700mmを超えたため、日本では3ナンバー登録となる）。最小回転半径は5.4mで、コンパクトハッチバックとしてはやや大きいが、重量は先代1.6Lガソリン車（5速MT）の1,180kgから1,135kgに軽量化された。大幅に質感が高められたインテリアは部分により異なる仕上げや上質感の有る素材に変更、チリ（パネル同士の段差）合わせの精度も高くなり高級感が増している。
室内のパッケージングは、フロントでグローブボックスの張り出しを抑え+80mm、リアはフロントシートバックの形状を工夫しシートポジションをアレンジすることで+30mmを、それぞれ旧モデルより足元のスペースを確保。クラス最大級となる300Lの大容量トランクルームや防振防音対策など、ゆとりと静粛性に配慮している。

### メカニズム
エンジンは、ガソリンが1.1L（44kW/60PS）、1.4L（54kW/73PS）、1.4L VTi（70kW/95PS）及び1.6L VTi（88kW/120PS）の4種類、ディーゼルは1.4L（52kW/70PS）、1.6L（66kW/90PS）及び1.6L（82kW/112PS）のHDi（高圧直噴ディーゼル）ターボの3種類。2012年にはHDiがより低燃費なecoモード搭載のe-HDiへ移行。エントリーグレードの1.4L「HDi 70」「e-HDi 70」は併売されるが、上級モデルは全てe-HDiとなった。ecoモードはボタンを押すことで解除可能となっている。
トランスミッションは5速MTと6速MT、4速ATに加え、2012年よりEGSと呼ばれる2ペダルMTモデルが追加された。EGSは、MTと同じシングルクラッチ方式でエンジンの回転数や負荷を感知しクラッチを電子制御するため、シフトチェンジの際はMTの様に一瞬アクセルを抜くと滑らかにつながる。シフトダウン時はエンジンを空ぶかしして回転を合わせるブリッピングが自動的に行われる。
日本国内仕様は2010年の発売以来、PSAとBMWが共同開発した1.6Lガソリンに4速ATの組み合わせであったが、2014年2月の一部改良でプジョー・208に先行搭載されていた新開発の1.2L・直列3気筒ガソリンエンジンに5速ETG（オートモード付き2ペダル式5速MT）の組み合わせに変更された。ディーラー以外の一部ショップでは、海外で主流となっているクリーンディーゼルの一種であるHDiの5速MT車を含め、左ハンドルの本国仕様と右ハンドルの英国仕様が輸入されている。

### 沿革
- 2012年6月11日、100台限定の特別仕様車「C3 AIRPLAY2（エアプレイ2）」を発売[10]。
- 2012年9月6日、C3セダクションをベースに、レザーシートを装備した特別仕様車「C3レザーエディション」を発売[11]。
- 2014年5月19日、200台限定の特別仕様車「C3 Leather Edition（レザーエディション）」発売。レザーシート、16インチアルミホイールの他、新色「ブルーバーチャル」をメインカラーとして採用。
- 2015年4月18日、200台限定の特別仕様車「C3 Leather Edition（レザーエディション）」発売。レザーシートの他、2014年モデルからの変更点として、新デザインの16インチアルミホイール、前期型に設定のあった「ブルーベリル」を専用色として設定。
- 2015年9月1日、ラインナップ変更に伴い「Seduction」「Exclusive」の2グレードを「Seduction Leather」に一本化。
- 2016年7月8日、新グレード「FEEL」を追加。新生地のファブリックシート、及び新デザインの16インチフルホイールキャップを採用、新色として「ブルーバイア」を追加。車両本体価格は199万円で、2代目の日本導入後初めて200万円を下回った。

## 3代目 (2016年-2024年)
2016年6月29日、3代目となる新型C3のデザインが一般公開された。新型C3はC4ピカソ、グランドC4ピカソと共通するイメージのフロントデザインに、ボディサイドにはC4カクタスにも採用されたエアバンプが装着されたのが大きな特徴である。
ボディカラーは全9色で、バイトーンルーフ3色の組合せを含めるとバリエーションは全36通りとなる。バイトーンルーフ仕様ではルーフ、ドアミラー、フォグランプベゼル、エアバンプにも同様の差し色が施される。
日本での発売は2017年7月7日にスタートし、ベースグレードのC3 FEELは216万円（消費税込）からの価格設定となる。
WRCに参戦するシトロエン・レーシングWRTのマシンのベース車両でもあり、2019年にシトロエンの前人未到の通算100勝目を達成した。
安全装備では作動速度域が5～約80km/h、約60km/h以下では歩行者にも対応するアクティブセーフティーブレーキ、ヒルスタートアシスタント、レーンデパーチャーウォーニング、ドライバーアテンションアラート、スピードリミットインフォメーションを標準装備し、上級グレード「SHINE」はブラインドスポットモニターやバックカメラも装備している。また、SHINEは「CONNECTEDCAM CITROËN」を装備する。ドライブ中のシーンを写真動画で保存し、専用アプリでスマートフォンに接続することでSNSでも共有することができ、専用センサーが衝突を感知するとその30秒前から60秒後まで自動的に保存される。
2019年7月現在、CarPlay及びAndroid Autoに対応している。
2021年1月、マイナーチェンジを行った。フロントフェイスデザインの変更や、特徴的であるエアバンプはワイドなデザインとなった。ボディカラーは新しくスプリングブルーとルージュエリクシールが追加された一方、アーモンドグリーンなどが廃止された。
装備面ではシートの生地裏のフォームの厚さを2mmから15mmに厚くしたほか、LEDヘッドライトが全グレードに標準装備された。上級グレードSHINEにはフロントソナーも搭載された。

### 沿革
- 2017年7月 - 3代目C3を発売。シャイン デビューエディションを発売（200台限定）。
- 2018年
  - 3月 - フィール、シャインの価格を改定。
  - 5月　シャインをベースとした特別仕様車「エル」を発売。雑誌ELLEとのコラボによるもので、150台限定。
  - 6月 - シャインをベースとした特別仕様車「カフェエディション」を発売。
  - 8月 - シャインをベースとした特別仕様車「コロラドエディション」を発売。
  - 12月 - フィール、シャインの価格を改定。
- 2019年
  - 1月 - シャインをベースとした特別仕様車「JCC+」を発売。100台限定。
  - 3月 - シャインをベースとした特別仕様車「オリジンズ」発売。
  - 6月 - シャインをベースとした特別仕様車「セントジェームス」発売。
- 2020年
  - 7月 - CARAMEL EDITION発売[14]。
  - 9月 - C3 INSPIRED BY JAPAN COLLECTION発売[15]。
- 2021年
  - 1月 - マイナーチェンジ[13]。
  - 4月 - C3 C-Series発売[16]。
  - 5月 - 価格変更[17]。
  - 7月 - C3 MODERN SALON発売[18]。
  - 9月 - 価格変更[19]。
- 2024年
  - 4月 - 日本向けの生産を終了。
  - 6月 - 最終モデルとなる限定車 C3 Merci!を発売[20]。

## 4代目 (2024年-)
2024年4月9日、ヨーロッパでの受注を開始。C3としては初めてハイブリッドが採用された。
外観はë-C3と同様に、コンセプトカー「オリ」で発表された、新しいデザイン言語を導入。SUV色を強めたものとなっている。車両のサイズは若干拡大され、全高は1570mm、最低地上高は197mmとなり、よりSUVとしての性質が強められた。また全長は4010mmである。
インテリアにおいても、座席の高さが76mmアップしており、座席からの視認性の向上が行われている。シートはシトロエン・アドバンスド・コンフォートシートが採用されている。

### メカニズム
パワートレインは48Vのマイルドハイブリッドを搭載。
- 最大100hpを発生させる1.2Lの直列3気筒ガソリンエンジン、
- 48Vのリチウムイオンバッテリー、
- 最大出力28hpのモーター、インバーター
- 6速電気式デュアルクラッチトランスミッション

にて構成されている

## ë-C3 (2024年-)
2023年10月17日、新型のコンパクトEVとしてë-C3を発表した。実際の発売は2024年第二四半期を予定している。2022年に発表されたコンセプトカー「オリ」で導入された新デザインが大きく反映されたものとなっている。

### メカニズム
ステランティスによるBEV専用プラットフォームを採用し、蓄電容量44kWhのリン酸鉄リチウムイオンバッテリーを搭載。EVパワートレインは最大出力113psとなっており、最高速135km/hの性能を可能としている。フル充電での航行距離は320kmとされている。また、2025年には航行距離を200kmに抑えた廉価版のモデルも発売が計画されている。

### 沿革
- 2023年10月 - 欧州にて2024年第二四半期に発売と発表。[23]
- 2024年5月31日 - "New Citroën ë-C3 100% electric, the Revolution has begun"と称した映像を公開[24]。

## ラリー

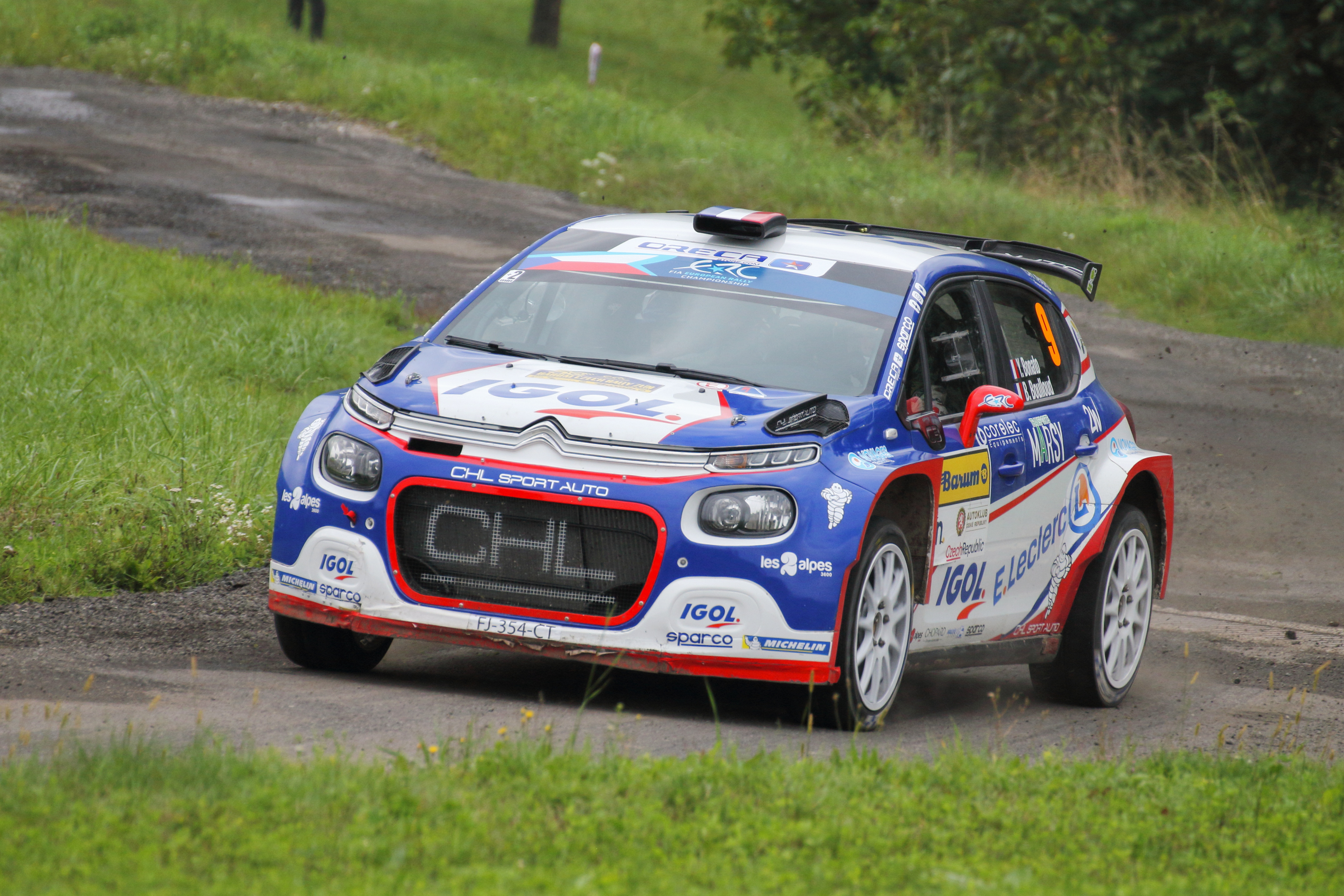
C3 ラリー2

2017年当時WRC（世界ラリー選手権）のトップクラスで戦っていたシトロエン・レーシングは、C3をベースとしたワールドラリーカー（380馬力の1.6リッターターボ+四輪駆動）で2019年まで参戦していた。
WRCからは撤退したが、カスタマー向けのラリー2規定としてのC3（280馬力1.6リッターターボ+四輪駆動）は現在も販売しており、WRCの下位クラスにもPHスポールがセミワークスとして参戦。2020年にマッズ・オストベルグがWRC2タイトルを獲得している。